# François Escuillié
François Escuillié est un paléontologue indépendant français né le 2 décembre 1961 à Arcachon (Gironde). Il dirige la société Eldonia, qu'il a créée en 2002 à Gannat dans l'Allier, et qui a des activités de fouilles, de restitution de spécimens ou encore d’expertise.

## Biographie

### Formation
François Escuillié obtient en 1981 un DEUG de sciences naturelles à l'université Paul-Sabatier à Toulouse. Deux ans plus tard, il obtient une maîtrise de géologie dans cette même université, puis un DEA de sédimentologie et paléontologie à l'université Claude-Bernard-Lyon-I.
Il passe ensuite une attestation d'études universitaires d'anthropologie physique (évolution humaine) en 1985. Enfin, il suit une formation à l'École des projets culturels de Grenoble en 1991.

### Parcours professionnel
Le 1er juin 1993, François Escuillié redécouvre le gisement fossilifère des carrières de chaux au mont Libre à Gannat. Ses fouilles mettent au jour un squelette fossile de Diaceratherium lemanens (sorte de rhinocéros sans corne), daté de 23 millions d'années. Cette découverte est scientifiquement intéressante, car il s’agit d’un spécimen très complet.
À la suite de cette découverte, il crée le 11 mars 1994 à Gannat l'association Rhinopolis, principalement destinée au commerce de spécimens fossiles et à des expositions ouvertes au public,.
Après l’arrêt de l’activité commerciale de l’association, il crée avec sa femme la société Eldonia le 30 janvier 2002, principalement orientée vers la restauration de spécimens paléontologiques, la création et la confection de moulages à partir de ces spécimens ainsi que la commercialisation et la location de spécimens originaux ou de leurs moulages,.

### Découvertes
François Escuillié a participé à la découverte de plusieurs spécimens. Certains d’entre eux portent par conséquent son nom comme espèce.

#### Phosphatherium escuilliei

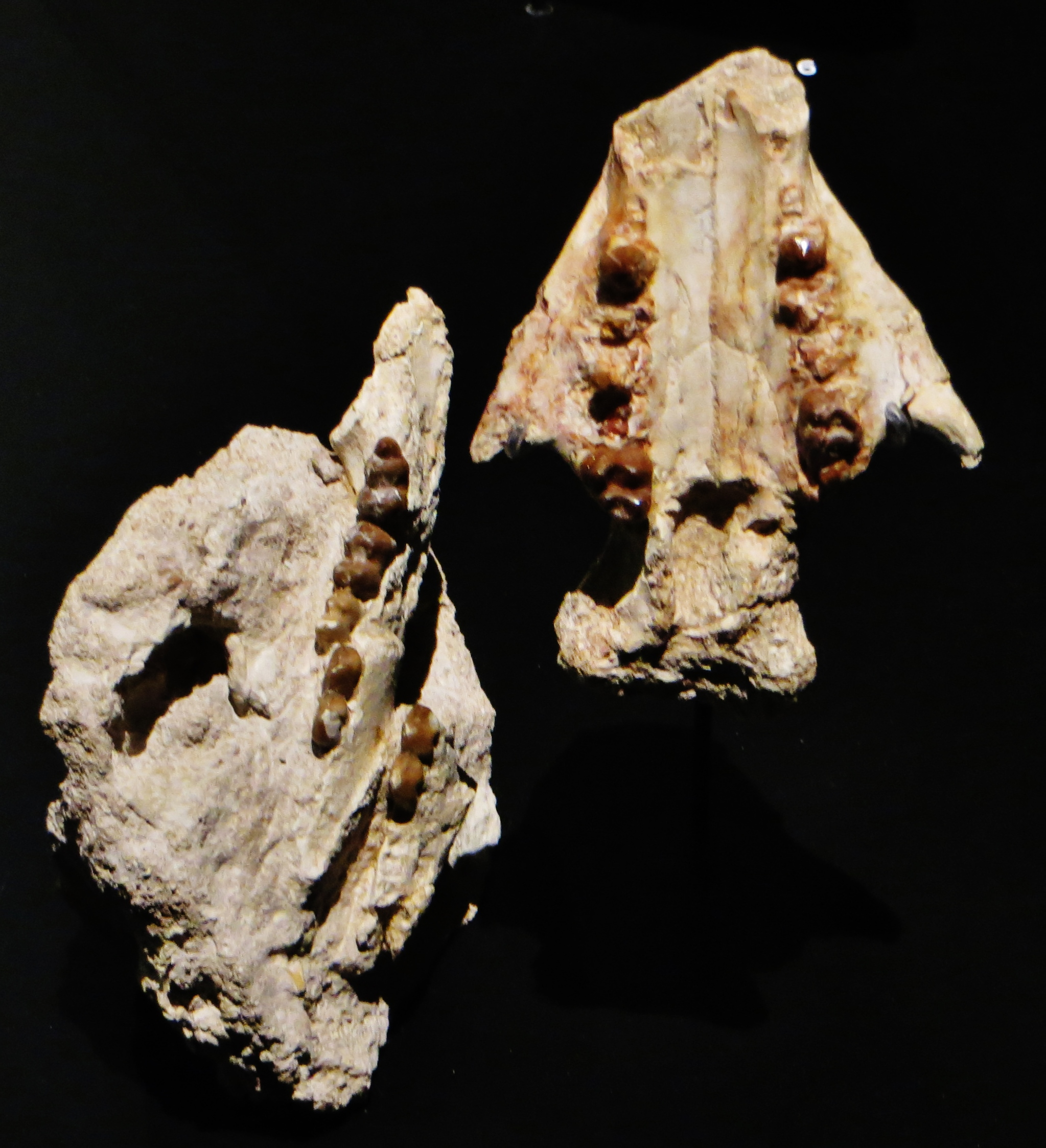
Morceaux de maxillaires de Phosphatherium escuilliei.

En 1994, François Escuillié découvre à la bourse de Millau un morceau de maxillaire venant a priori d’un mammifère inconnu. Il l’envoie pour étude au paléontologue et directeur de recherche au CNRS Emmanuel Gheerbrant. Deux ans plus tard, il découvre de nouveau un maxillaire qui, cette fois, est complet. 
Emmanuel Gheerbrant identifie alors le fossile comme appartenant à une nouvelle espèce de mammifère ; elle sera nommée Phosphatherium escuilliei (Phosphatherium signifiant "la bête des phosphates") en référence à son lieu d’origine et en l'honneur de sa découverte par son acquéreur à Millau[pas clair]. Ce fossile a permis de mieux comprendre l’apparition et l’évolution des proboscidiens,,.

#### Saurolophus angustirostrispérinatal

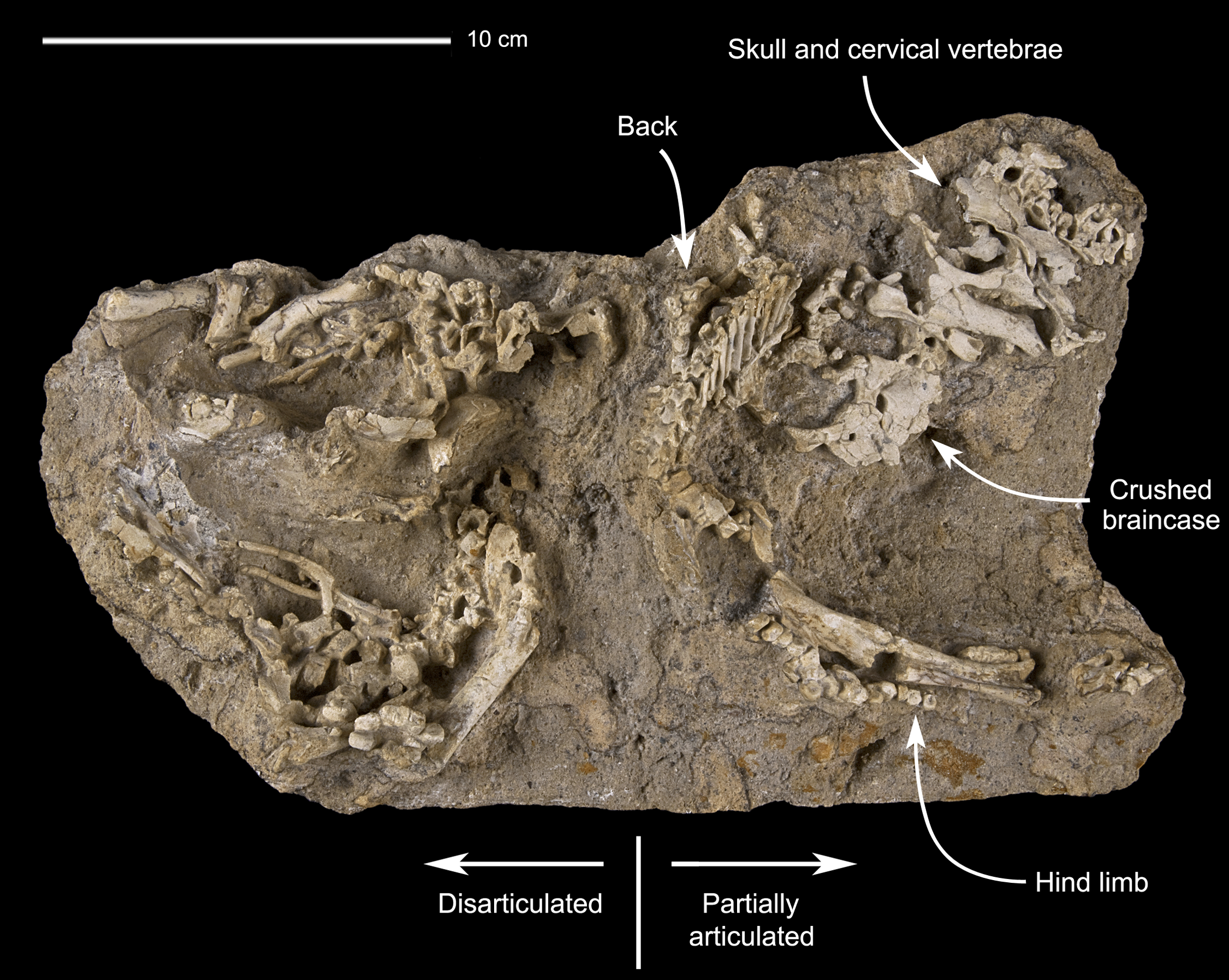
Fossile d'un spécimen périnatal de Saurolophus angustirostris.

En 2013, Eldonia avait initialement donné un spécimen périnatal de Saurolophus angustirostris à l’Institut royal des sciences naturelles de Belgique. Après négociations, François Escuillié a aidé à transférer officiellement le spécimen vers son pays d’origine, la Mongolie. Il est à présent conservé à l’Institut paléontologique et géologique de l’Académie des sciences de Mongolie, à Oulan-Bator, sous le numéro d’inventaire MPC-D100/764.

#### Halszkaraptor escuilliei

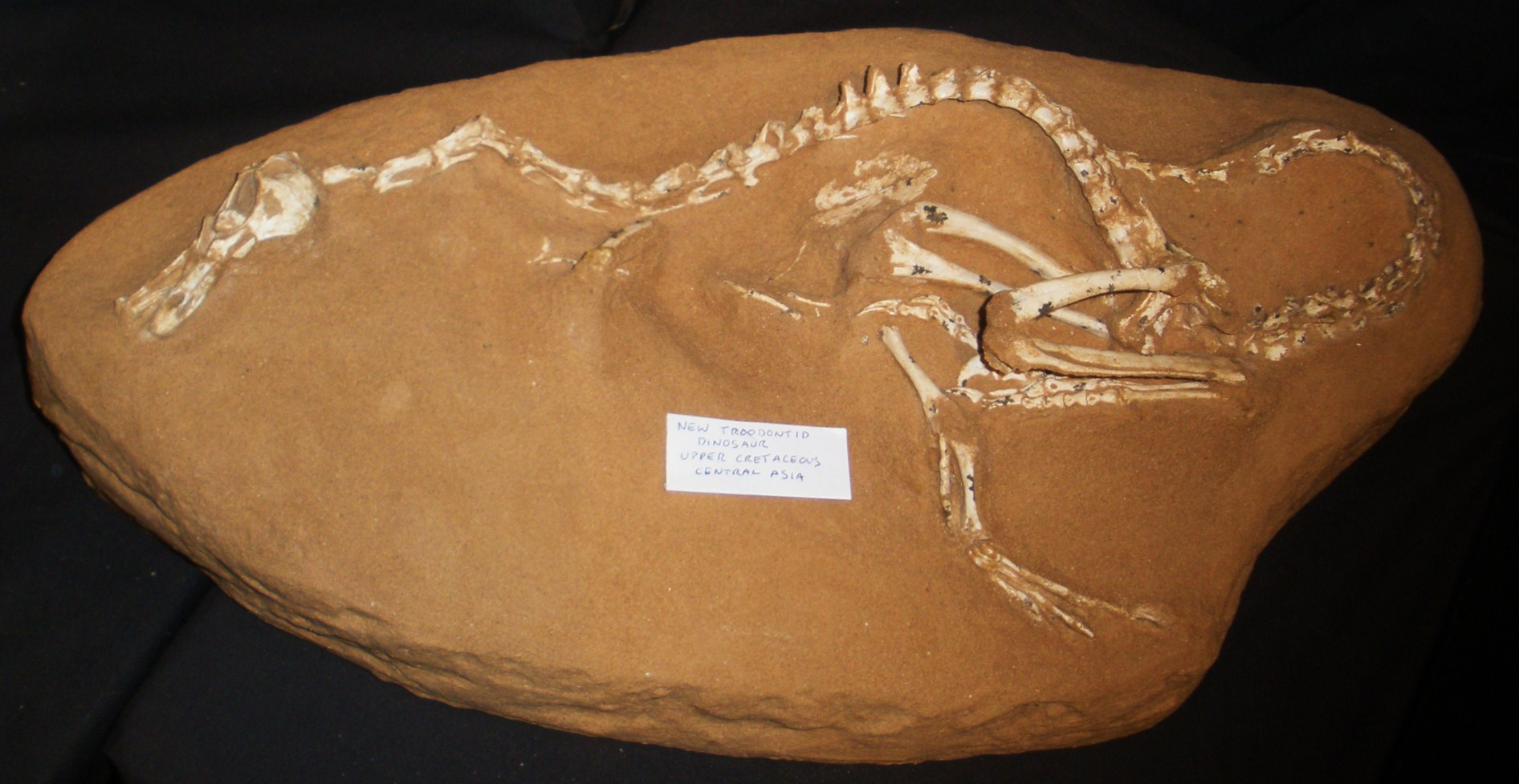
Fossile dHalszkaraptor escuilliei.

En 2014, François Escuillié repère et rachète un spécimen fossile d’Halszkaraptor qui avait été volé par des pilleurs dans le désert de Gobi. En 2017, accompagné du paléontologue belge Pascal Godefroit, ils entreprennent de restituer le spécimen aux scientifiques mongols, ce pour quoi François Escuillié et Pascal Godefroit ont été récompensés par l'ambassadeur de Mongolie lors d'une cérémonie en Belgique.
Le nom Halszka (forme latinisée du polonais archaïque Halżka) rend hommage à la paléontologue Halszka Osmólska (1930–2008) pour ses contributions à la paléontologie des théropodes. Le nom spécifique escuilliei fait référence à François Escuillié, qui a restitué l'holotype braconné en Mongolie,,,,.